# 徐世沐
徐世沐（1635年—1717年），字肃翰，号青麓。江苏江阴人，清代政治人物。
崇祯八年出生，早年為孤兒，篤信朱子之學。李二曲南游，與世沐相談甚久。李颙曰：“子学笃而行未广”。世沐反駁曰：“先生行高而学不醇”。晚年入北京，仇兆鳌见而惊叹，於是聲名大噪，李光地与他订交。康熙五十六年卒。著有《四书惜阴录》二十一卷等。